# Avro Bison
El Avro 555 Bison fue un avión de reconocimiento/observador de la flota monomotor británico, construido por Avro en el periodo de entreguerras.

## Diseño y desarrollo
El Bison fue diseñado para cubrir la Especificación 3/21 para un avión de reconocimiento y observador de la flota embarcado. Se encargaron tres prototipos en octubre de 1921, junto con tres del diseño competidor de Blackburn Aircraft, el Blackburn Blackburn. El diseño de Avro, el Type 555 Bison, era un biplano de dos vanos, propulsado, como el Blackburn, por el motor Napier Lion. El ancho fuselaje de lados planos estaba construido de tubos de acero, sentándose el piloto en una cabina abierta por delante de las alas, inclinándose acusadamente la capota del motor por delante de aquél. Una cabina cerrada con grandes ventanas rectangulares a cada lado alojaba al navegante y al radio operador y todo su equipo, con suficiente espacio para ponerse en pie, mientras se disponía de una cabina para un artillero armado con una ametralladora Lewis en un montaje de anillo Scarff en el fuselaje trasero. Las alas superiores estaban montadas directamente en la parte superior del fuselaje.
El primer prototipo voló en 1921, siguiéndole un encargo por 12 Bison I. Sin embargo, el avión padecía de problemas de manejo, causados por la interferencia de la cabina del piloto con el flujo por encima de las alas. Se resolvió revisando el diseño del ala del segundo prototipo, elevando la sección central del ala superior en 0,6 m y suprimiendo el diedro de las alas superiores, volando así en abril de 1923. Hubo más encargos incorporando estas modificaciones como Bison II, mientras que los Bison I fueron modificados a un estándar similar, a veces conocido como Bison IA. Un Bison I fue equipado con flotadores y ruedas retráctiles, pero las pruebas demostraron que el diseño no era adecuado para su uso marítimo.

## Historia operacional
Aunque diseñado para cubrir un requerimiento naval, las primeras entregas fueron a la Real Fuerza Aérea en 1922, para reemplazar al Westland Walrus en tareas de reconocimiento costero con el No. 3 Squadron de la RAF. En abril de 1923, el 3 Squadron fue disuelto para formar una serie de Destacamentos de Observación de la Flota (Fleet Spotter Flights) del Arma Aérea de la Flota. Los aviones navales sirvieron en el HMS Argus, el HMS Eagle y el Furious, y en la costa en Gosport, Reino Unido, y Hal Far, Malta. Los aviones fueron retirados en 1929, cuando fueron reemplazados por el Fairey IIIF.

## Variantes
555 Bison
Tres prototipos para cubrir la Especificación 3/21.
555 Bison I
Doce aviones de producción propulsados por Lion II, los supervivientes fueron reconstruidos como IA.
555 Bison IA
Bison I modificados con un hueco biplano y aleta dorsal adicional.
555A Bison II
Versión mejorada con modificación del hueco biplano, 23 construidos.
555B Bison I
Un Bison I convertido en avión anfibio para cubrir la Especificación 8/23 del Ministerio del Aire, no puesto en producción.

## Operadores
Reino Unido
- Real Fuerza Aérea

## Especificaciones (Bison II)
Referencia datos: Avro Aircraft since 1908

### Características generales
- Tripulación: Cuatro (piloto, navegante, radio operador y artillero)
- Longitud: 11 m (36 ft)
- Envergadura: 14 m (46 ft)
- Altura: 4,3 m (14,2 ft)
- Superficie alar: 59 m² (635,1 ft²)
- Peso vacío: 1867 kg (4114,9 lb)
- Peso máximo al despegue: 2781 kg (6129,3 lb)
- Planta motriz: 1× motor lineal W12 refrigerado por líquido Napier Lion II.
  - Potencia: 360 kW (496 HP; 490 CV) a 2200 rpm, normal 336 kW (450 hp) a 2000 rpm
- Hélices: Bipala de paso fijo

### Rendimiento
- Velocidad máxima operativa (Vno): 174 km/h (108 MPH; 94 kt)
- Velocidad crucero (Vc): 140 km/h (87 MPH; 76 kt)
- Alcance: 580 km (313 nmi; 360 mi)
- Techo de vuelo: 3700 m (12 139 ft)
- Régimen de ascenso: 2,3 m/s (453 ft/min)

### Armamento
- Ametralladoras: 

  - 1x Vickers de 7,7 mm fija frontal
  - 1x Lewis de 7,7 mm flexible en anillo Scarff
- Bombas: Provisión para soportes subalares

## Aeronaves relacionadas

### Aeronaves similares
- Blackburn R.1 Blackburn

### Secuencias de designación
- Secuencia Numérica (interna de Avro): ← 551 - 552 - 554 - 555 - 557 - 558 - 560 →